# 于顗
于顗（?—?），北周、隋朝大臣，字元武，于谨的孙子，于寔的儿子，于仲文的兄长。
于顗身高八尺，须眉很美。北周大冢宰宇文护见到后器重他，把小女儿宜城公主嫁给他。以父功勋赐爵新野郡公，食邑三千户。授为大都督，迁车骑大将军、仪同三司。后来以军功，授为上开府，历任左、右宫伯，郢州刺史。大象年间，担任水军总管，跟随韦孝宽平定淮南。于顗率开府元绍贵、上仪同毛猛等，统领水军自颍口进入淮河。南陈防主潘深放弃营逃走，于顗前进与韦孝宽攻下寿阳。再率军围攻硖石，守将许约害怕而降，于顗被拜为东广州刺史。
尉迟迥反乱，当时吴州总管赵文表和于顗平素不和，于顗将要算计他，於是睡在阁内，假称得了心病，对左右说：“我见两三个人一起到我面前，就会很害怕，就想砍杀他们，不能自控。”当时有宾客候探望病情，就不让他们的侍从跟随。于顗慢慢地说自己病危，赵文表前往问候，让跟随的人到大门就停下来，赵文表独自到达于顗床前。于顗猛然而起，抽刀砍杀赵文表，于是大声喊道：“赵文表与尉迟迥通谋，所以斩了他。”赵文表麾下没有敢动的。当时杨坚以尉迟迥未平，很普遍于顗再生边患，於是慰劳鼓励，拜他为吴州总管。南陈将领钱茂和率数千人攻打江阳，于顗迎头痛击，打跑了他。南陈再派将领陈纪、周罗睺、燕合兒等攻打于顗，于顗对抗击退，被朝廷赐彩数百段。
杨坚建立隋朝，赵文表的弟弟到京城称兄长无罪。杨坚下令调查其事，太傅窦炽等商定于顗当死。杨坚以于顗家门有功而赦免了他，只是贬为开府。后来他袭爵燕国公，食邑一万六千户。不久因病免官。开皇七年（587年），拜为泽州刺史。几年后，免职，在家中去世。其子世虔嗣爵。